# Операція «Нордзеетур»
Операція «Нордзеетур», (нім. Unternehmen Nordseetour) — перший бойовий рейд в Атлантику німецького важкого крейсера «Адмірал Гіппер», що проходив з 30 листопада до 27 грудня 1940 року у часи Другої світової війни.

## Історія
Після завершення операції «Везерюбунг» «Адмірал Гіппер» перебував на нетривалому ремонті через зазнані у зіткненні з британським есмінцем «Глоуворм» пошкодження. Після нього «Адмірал Гіппер» у взаємодії з лінкорами «Шарнхорст» та «Гнейзенау» активно діяв біля Норвегії, порушуючи британські морські лінії постачання. У жовтні крейсер став на двомісячний ремонт, по завершенню якого були здійснені дві спроби прорватися до Атлантики, але через технічні поломки та пожежі, що сталися на кораблі, вихід у відкритий океан скасовувався, затримання повернення корабля до служби до листопада.
29 листопада 1940 року британський літак-розвідник провів фоторозвідку та виявив присутність цього важкого крейсера у Брунсбюттелі на півночі Німеччини, але важливість цього факту не було належним чином оцінено, і тому не було вжито спеціальних заходів для посилення розвідувального патрулювання. 30 листопада важкий крейсер відплив і прослизнув на північ уздовж західного узбережжя Норвегії, не зустрінувши ніяких британських повітряних патрулів. Потім німецький корабель чекав настання негоди, яка перешкоджала польотам британської розвідувальної авіації, і лише тоді в ніч на 6/7 грудня вийшов через Данську протоку у Північну Атлантику.
Прорив крейсера капітана-цур-зее Вільгельма Майзеля в Північну Атлантику пройшов за зразком, який першим провів «Адмірал Шеєр», а лише через кілька днів здійснив найбільший допоміжний крейсер «Корморан».
«Адмірал Гіппер» безуспішно намагався протягом кількох тижнів перехопити союзні конвої на їхніх маршрутах курсування, і тільки 24 грудня у 800 милях (1290 км) західніше іспанського мису Фіністерре з німецького крейсера за допомогою радара помітили похідний ордер конвою WS 5A. Цей конвой суден з 20 транспортів прямував до Близького Сходу, у супроводі важкого крейсера «Бервік», крейсера ППО «Бонавентура» і легкого крейсера «Данідін», а також старого авіаносця «Ф'юріос», який перевозив у Такораді літаки в розібраному вигляді, де їх мали вивантажити, зібрати та перевезти через Африку до Єгипту.
Німецький крейсер тінню слідував за конвоєм вночі з 24 на 25 грудня, а на світанку 25 грудня підійшов ближче, розпочавши атаку ворожих суден. Але сили британського ескорту неприємно вразили командира німецького рейдера, три британські крейсери вступили в перестрілку з кораблем противника, перш ніж втратити контакт в умовах поганої видимості. «Адмірал Гіппер» дістав незначних пошкоджень у сутичці, завдавши у свою чергу шкоди «Бервіку» та двом суховантажам. Але у поєднанні з його постійними технічними проблемами в рушійній установці та потребою в паливі цього стало достатньо, щоб переконати капітана вирушити до підконтрольного німцям порту, Бреста, на північному заході окупованої Німеччиною Франції.
27 грудня «Адмірал Гіппер» увійшов у Брест, ставши першим німецьким капітальним військовим кораблем, що скористався французьким портом. 25 грудня під час руху до цієї бази крейсер зіткнувся і потопив 6078-тонний британське пасажирсько-вантажне судно Jumna. У Бресті ремонт зайняв близько місяця і тільки 1 лютого 1941 року «Адмірал Гіппер» вийшов у черговий похід до Атлантики.